# 氯化钬
氯化钬是一种无机化合物，化学式为HoCl3。它有着和氧化钬一样的变色性质，在自然光下为黄色，在日光灯下为亮粉色。

## 制备
氯化钬可以通过元素化合得到，但更常用的方法是氧化钬和氯化铵在200-250 °C下加热反应得到：
Ho2O3  +  6 NH4Cl   →   2 HoCl3  +  6 NH3  +  2 H2O

## 结构
在固态，氯化钬具有YCl3层状结构。

## 配合物
除水合物外，氯化钬还可以和甘氨酸形成配合物Ho(gly)3Cl3·3H2O。